# Miracanthops lombardoi
Miracanthops lombardoi är en bönsyrseart som beskrevs av Roger Roy 2004. Miracanthops lombardoi ingår i släktet Miracanthops och familjen Acanthopidae. Inga underarter finns listade i Catalogue of Life.